# Ugo di Novara di Sicilia

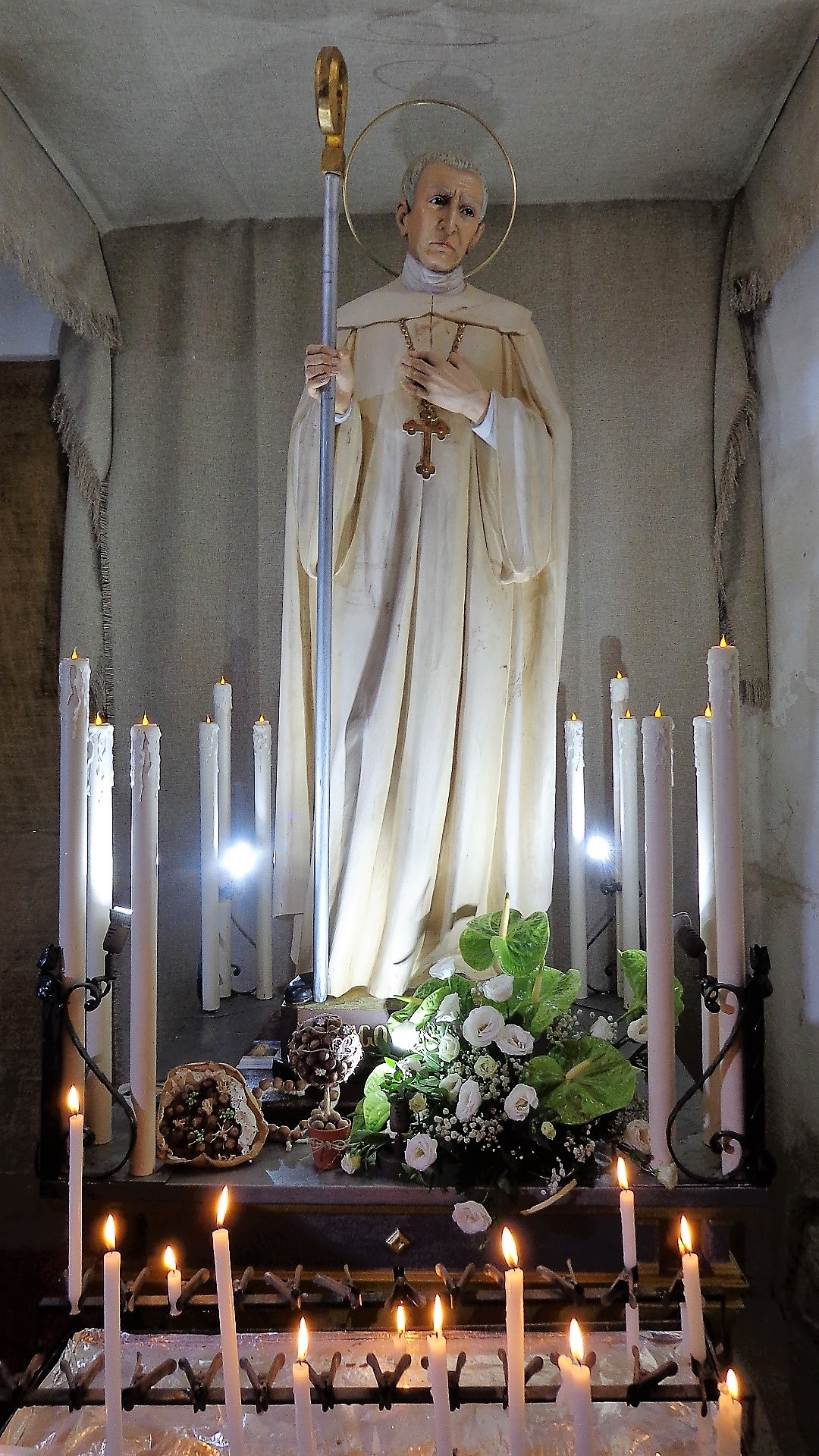
Simulacro raffigurante Sant'Ugo Abate Cistercense, Badiavecchia di Novara di Sicilia.

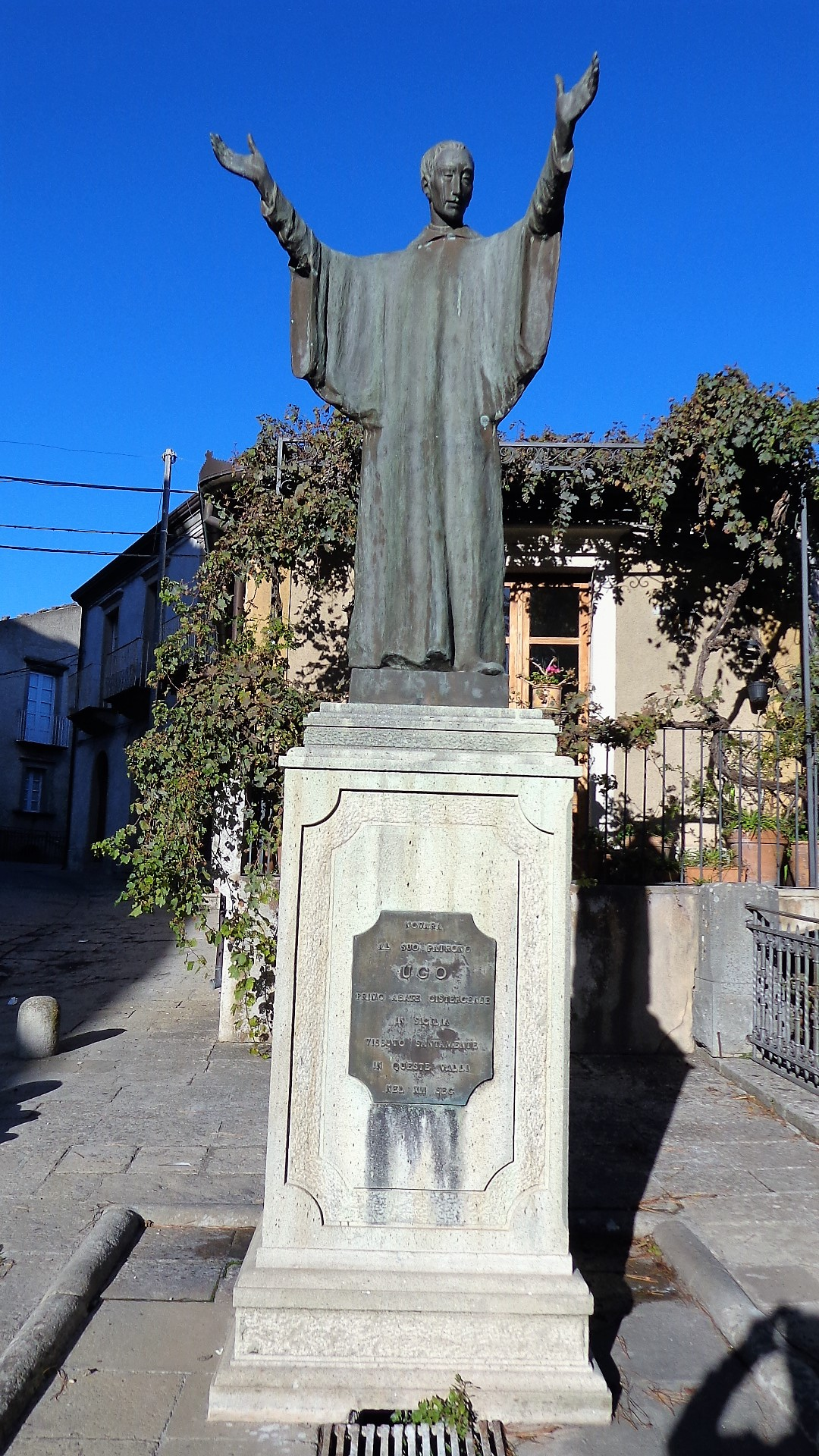
Monumento a Sant'Ugo Abate Cistercense, Novara di Sicilia.

Ugo (... – Novara di Sicilia, 17 novembre 1175?) è stato un abate francese dell'Ordine Cistercense, ed è venerato come santo dalla Chiesa cattolica.

## Biografia
Per iniziativa del Gran Conte Ruggero, anche il successore re Ruggero II di Sicilia grazie al sostegno di papa Innocenzo II negli ultimi anni del decennio 1130 – 1140, spinto da interessi di natura politica, chiese all'abate di Chiaravalle di inviare nel regno di Sicilia i suoi monaci. Dopo un primo rifiuto Bernardo di Chiaravalle inviò i monaci provenienti da Moterola di Spagna, che inizialmente si stabilirono in Calabria nel monastero di Santa Maria Requisita Nucis fondata nel 550 e divenuta l'Abbazia di Santa Maria della Sambucina presso Cosenza, prima abbazia cistercense dell'Italia meridionale.
Ruggero II di Sicilia volle poi che i cistercensi completassero in Sicilia la costruzione di un monastero iniziata presso Novara di Sicilia nel 1137. 
Da Sambucina i monaci si insediarono nel monastero edificato in una valle del territorio di Novara, nella zona denominata feudo San Basilio, sostituendo di fatto i Monaci basiliani coi i monaci dell'Ordine cistercense, Valle che loro chiamarono Bona per la mitezza del luogo e fertilità della terra secondo il costume cistercense. 
Il monastero fu completato strutturalmente nel 1167, eretto canonicamente nel 1171.
Ugo, discepolo di san Bernardo di Chiaravalle, era tra i monaci giunti da Moterola e fu il primo abate del monastero intitolato a Maria Santissima Annunziata, chiamato poi Abbazia di Santa Maria di Novara Vallebona, primo monastero cistercense della Sicilia. 
Il monastero di Vallebona, possedimento secondario della Sambucina, ben presto divenne dipendenza principale. I monaci diffusero rapidamente la parola e l'insegnamento cistercense in molte località della Sicilia, dove sorsero monasteri filiazioni di Abbazia di Santa Maria di Novara, quali: Badiazza, Abbazia di Santa Maria di Roccamadore e l'Abbazia di Santa Maria di Altofonte.
Ugo, di nazionalità francese, era stato uno dei venti monaci al seguito di san Bernardo di Chiaravalle quando questi lasciò l'Abbazia di Cîteaux per fondare l'Abbazia di Clairvaux. In Sicilia gli venne affidata la conduzione del monastero avendo come compagni collaboratori i monaci Paolo, Eligio e Marco, quest'ultimo divenuto suo successore come abate.
Consunto dagli anni, dalla penitenza e dal lavoro morì a Novara di Sicilia il 17 novembre. L'anno della morte è sconosciuto: nel 1175 è documentato come priore del monastero l'abate Marco.

## Culto
La memoria liturgica di sant'Ugo abate è riportata nel Martirologio romano alla data del 17 novembre: 
(Martirologio Romano)
Proclamato patrono di Novara di Sicilia nel 1666. La festa di sant'Ugo abate è celebrata il 16 agosto a Novara di Sicilia città e il 17 novembre (o la domenica immediatamente successiva) presso l'Abbazia di Santa Maria di Novara nella Chiesa dei Santi Basilio e Marco. Nel giorno della festa liturgica, il 17 novembre, le reliquie sono portate per la pubblica venerazione da "Badiavecchia" o "Abbazia di Sant'Ugo" alla Reale Abbazia di Santa Maria la Noara.
Il Santo è invocato dai novaresi nei periodi di siccità.
Elenco delle reliquie legate alla figura del Santo:
- Il corpo del Santo.
- I guanti di lana finissima indossati nelle cerimonie ufficiali.[1]
- Il fazzoletto di seta regalo della sorella recante l'iscrizione in ricamo: Non cesso, non cessavi, nec cessabo orare pro te.[1]
- Un'anfora denominata Giara di sant'Ugo, utilizzata dall'Abate nel Cenobio di Vallebona, in terracotta, con tracce di smalti e decori, alla quale i novaresi attingevano per impetrare grazie e favori: l'acqua è bevuta per devozione e per ottenere guarigioni. La giara è un vaso arabo, di bellissima fattura.
- Moltissime reliquie di santi portate in Novara dal beato Ugo. Gran parte di esse sono custodite nell'altare reliquiario presente nella chiesa di Sant'Ugo abate o "Abbazia di Sant'Ugo" di Novara di Sicilia.
- L'artistica vara in legno.
- Una Spina della Corona di Spine di Gesù.
- Una Pietra del Santo Sepolcro.
- Una Pietra del Monte Calvario.
- Un cofanetto in avorio, rinvenuto nell'Abbazia di Santa Maria di Novara e ritenuto oggetto personale di sant'Ugo, databile intorno al 1140. Il suo pregevole intarsio lo rende particolarmente prezioso. Insieme ad esso, si trovano anche uno scrigno cilindrico in legno ed un cofanetto ovale anch'essi doni del santo. I contenitori provengono da botteghe artigianali islamiche che operavano all'epoca in Sicilia.
- Un fonte di bronzo fuso proveniente dall'antico Monastero di Vallebona. Il fonte, di elegante fattura si innalza per due ordini colonnati di stile gotico, con evidenti caratteristiche d'epoca Normanna. Alla base, sullo zoccolo di marmo è riportata la data 1714. Ha la forma di un campanile gotico, in caratteri bizantini reca incisa l'iscrizione "Ave Maria Grazia Plena Dominus Tecum". Questi oggetti sacri sono esposti in parte nelle sale del Museo del Duomo di Santa Maria Assunta.